# 洛门 (梅克伦堡-前波美拉尼亚州)
洛门（德語：Lohmen）是德国梅克伦堡-前波美拉尼亚州的市镇，隶属于罗斯托克县。总面积为34.77平方千米，截至2020年总人口为776人。